# Filip Trejbal
Filip Trejbal (* 5. leden 1985 Jilemnice) je bývalý český alpský lyžař.
Vystudoval sportovní gymnázium v Jilemnici. Bydlí v Rokytnici nad Jizerou, kde také začal svoji lyžařskou kariéru v oddíle TJ Spartak.

## Umístění
Zimní olympijské hry
- 2006 Turín: slalom a kombinaci nedokončil
- 2010 Vancouver: 28. místo v superkombinaci, 39. místo v obřím slalomu, 57. místo ve sjezdu, slalom nedokončil
- 2014 Soči: slalom nedokončil

Mistrovství světa
- MS 2005 – slalom 17. místo, obří slalom 29. místo
- MS 2007 – slalom 16. místo, obří slalom DNF, super G 47. místo, super kombinace 24. místo, na sjezd nenastoupil
- MS 2009 – slalom DSQ

Mistrovství světa juniorů
- MSJ 2002 – slalom 31. místo, super G 56. místo
- MSJ 2003 – slalom DNF, obří slalom 41. místo, super G 44. místo
- MSJ 2004 – slalom 16. místo, obří slalom 41. místo, super G 29. místo, sjezd 55. místo, kombinace 13. místo
- MSJ 2005 – Slalom 1. místo, obří slalom DNF, super G 28. místo, sjezd 44. místo

Univerziáda
- ZU 2007 – slalom 1. místo, obří slalom 2. místo, super G 2. místo, kombinace 1. místo

Mistrovství republiky
- MČR 2007 – slalom 1. místo
- MČR 2008 – slalom 1. místo
- MČR 2010 – slalom 3. místo, super G 3. místo, superkombinace 2. místo